# Begonia cariocana
Begonia cariocana là một loài thực vật có hoa trong họ Thu hải đường. Loài này được Brade ex L.B.Sm. & Wassh. mô tả khoa học đầu tiên năm 1983.